# Antonio Filippini
Antonio Filippini (ur. 3 lipca 1973 w Brescii) – włoski piłkarz występujący na pozycji obrońcy, a także trener.

## Kariera piłkarska
Antonio Filippini jest wychowankiem Brescii. Zanim jednak zadebiutował pierwszej drużynie, to przez 3 sezony występował w Ospitaletto. Od 1995 roku przez 9 kolejnych sezonów grał w Brescii, zarówno w Serie A, jak i w Serie B. Potem odszedł do US Palermo i następnie został wypożyczony do S.S. Lazio.
Sezon 2005/2006 spędził w Treviso, które awansowało do Serie A. Po roku odszedł do Livorno, gdzie przebywał 5 sezonów. W 2010 roku po ponownym spadku jego drużyny do Serie B, podpisał kontrakt z Brescią, której jest wychowankiem.